# 丸山ダム (兵庫県)
丸山ダム（まるやまダム）は、兵庫県の武庫川水系船坂川に西宮市が建設した上水用ダム。川を堰き止める第1ダムと、ダム湖の側面を形成する第2ダムがセットで建造された。昭和44年（1969年）に西宮市の北部水道事業として計画され、昭和50年（1975年）に完成した。当時人口が少なく貧弱な簡易水道しかなかった西宮市北部の上水の状況を改善し、更にその後の西宮北部の開発を可能とした。ダムの完成によって、該当エリアで劣悪な水源に起因して発生していた「斑状歯」の問題を解決した。建設に際しダム下流で灌漑用水を利用していた水利組合との交渉が難航したことなどがあって、工事の着工・完成が遅れた。

## ダムが計画される前の状況
西宮市北部地区は阪神間から見て六甲山の北側に位置し、昭和30年代半ばまでは国道176号線などの主要道路沿いに集落が点在するほかは、大部分が山林や農地であった。この地域には山口、名塩、生瀬、船坂の集落があり、下表のように各々の地区が自分の水源で簡易水道や地区水道を設置していた。
東端の生瀬には国鉄福知山線の生瀬駅があったが、昭和61年（1986年）までは単線非電化で列車本数も少なかった。
西宮市北部は面積が40.72平方キロメートルで市全体の42%でありながら、昭和40年（1965年）の人口は市の3%の9423人にすぎなかった。
|               | 名塩簡易水道 | 生瀬簡易水道 | 船坂簡易水道 | 山口地区水道  |
| ------------- | ------------ | ------------ | ------------ | ------------- |
| 計画給水人口  | 4,000人      | 2,500人      | 700人        | 6,530人       |
| 1日最大級水量 | 800立方ﾒｰﾄﾙ  | 375立方ﾒｰﾄﾙ  | 105立方ﾒｰﾄﾙ  | 1,306立方ﾒｰﾄﾙ |
| 給水開始      | 昭和30年4月  | 昭和32年4月  | 昭和32年7月  | 昭和33年8月   |

### 水道水中のフッ素と斑状歯問題
西宮市北部と隣接する宝塚市では、昔から歯の表面が斑状に黒ずむ斑状歯が見られ、ほとんど風土病のように考えられていた。昭和24年（1949年）に実施された「フッ素に関する医学的研究」によって、「宝塚第一小学校と船坂小学校で斑状歯の罹患率が半数を上回った」と報告され、該当地区の飲料水中のフッ素濃度が高いことが原因と指摘された。この報告を受けて西宮市が井戸等のフッ素含有量を調査したところ、生瀬地区において「飲用に適さないフッ素濃度」とされる1.5ppmを超えたものが70%あった。この問題は昭和46年（1971年）に宝塚市の歯科医が「児童の中に多数の斑状歯が見られる」と公表したことから再度クローズアップされ、西宮市でも大きな問題となった。フッ素含有量の多い生瀬浄水場では、昭和46年から化学的にフッ素を取り除く作業を行っていた。この問題の抜本的な解決のために、フッ素含有量の少ない別の水源が求められていた。

### 武庫川水系の水利問題

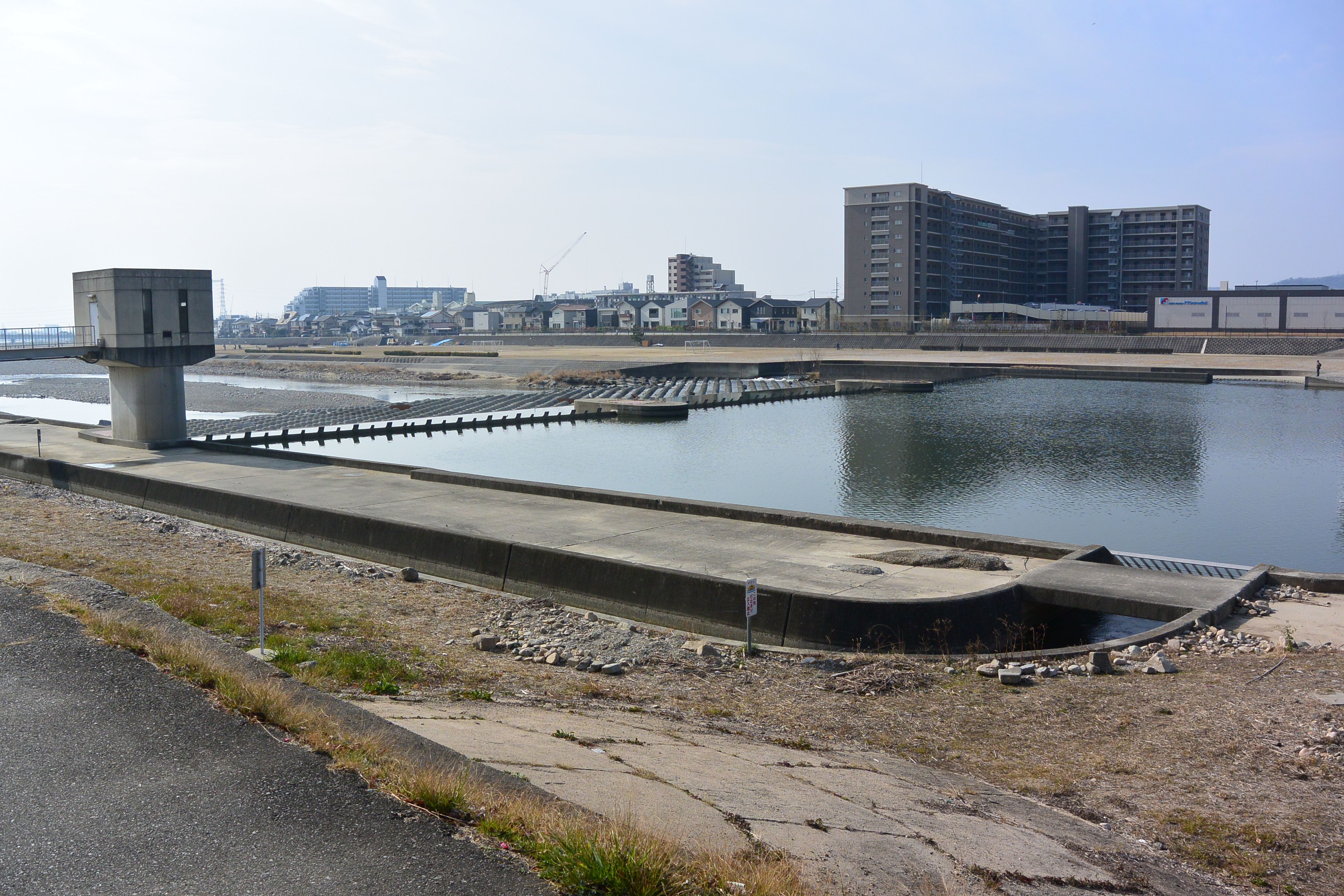
宝塚市の武庫川左岸にある昆陽井の取水口

丸山ダムが建設された船坂川は、道場駅の近くで武庫川に合流する。武庫川は全長65km、流域面積500平方キロメートルで、下流で宝塚市、伊丹市、尼崎市、西宮市を縫って大阪湾に注ぐ2級河川であり、流域は江戸時代から武庫川の水を田畑の灌漑に用いる水利組合が存在する。武庫川の水は上流から順に各水利組合によって計画的に取水されているが、渇水時には下流では川床が干上がることもある。下流の水利組合は下記千苅ダムの問題もあって、上流での取水については厳しい目を向けていた。昭和39年（1964年）に宝塚市が武庫川に観光用のダムを建設したときにも、まったく水を消費しないダムでありながら下流の水利組合から厳しい要望が出て覚書を締結している。下の表は丸山ダムより下流で武庫川から取水している水利組合を上流から順に列記したもので、面積の単位は昭和35年までが町歩で平成はhaだが、両者はほとんど同じ面積を示すので直接比較が可能。
| 年代                     | 昭和初期 | 昭和8年（1933年） | 昭和35年（1960年） | 平成2年（1990年） |
| ------------------------ | -------- | ----------------- | ------------------ | ----------------- |
| 川面井（宝塚市）         | 38       | 38                | 35                 | 6.3               |
| 伊孑志井（宝塚市）       | 162      | 178               | 65                 | 17.3              |
| 昆陽井（伊丹市）         | 400      | 486               | 400                | 108.5             |
| 百間樋井（西宮市）       | 1,658    | 685               | 300                | 130.0             |
| 六樋井（尼崎市と伊丹市） | 1,200    | 1,200             | 602                | 131.1             |

#### 千苅水源池実力行使
大正11年（1922年）に神戸市が上水道用水のために武庫川支流の羽束川（はつかがわ）に千苅ダムを建築した。当初神戸市は「下流の農業用水として灌漑期の4か月間は常時毎日96,000トンを放流する」と約束していたが、大正13年の大干ばつ時に放流されていなかった。更に昭和14年（1939年）7月も空梅雨であったが千苅ダムからの放流がなかったため下流の農民が放流を求めて決起した「千苅水源池実力行使」という事件が起こり、神戸市側が7月17日以降毎日12万トンを放流することで決着した。

## ダム建設の推移
昭和40年（1965年）頃から西宮市北部においても市街化の波が及び始めた。
- 生瀬駅周辺で民間企業による宅地開発が始まる。
- 福知山線の複線電化計画、山口地域と名塩地区に新駅の構想（現西宮名塩駅、山口地域の新駅は実現しなかった）とそれに伴う周辺の開発計画。
- 中国縦貫自動車道の建設決定と、山口地域にインターチェンジ（現西宮北インターチェンジ）を設置する構想。

これらの計画が達成されたときには当時の貧弱な水道設備では全く対応できないため、西宮市は昭和43年（1968年）に「北部水道事業計画」をまとめ、翌年国から事業許可を受けた。水源の主体は船坂川に建設する丸山ダムで、このダムから最大給水量1日25,000立方メートルを取水し、計画給水人口75,000人というものであった。

### 水利組合との交渉

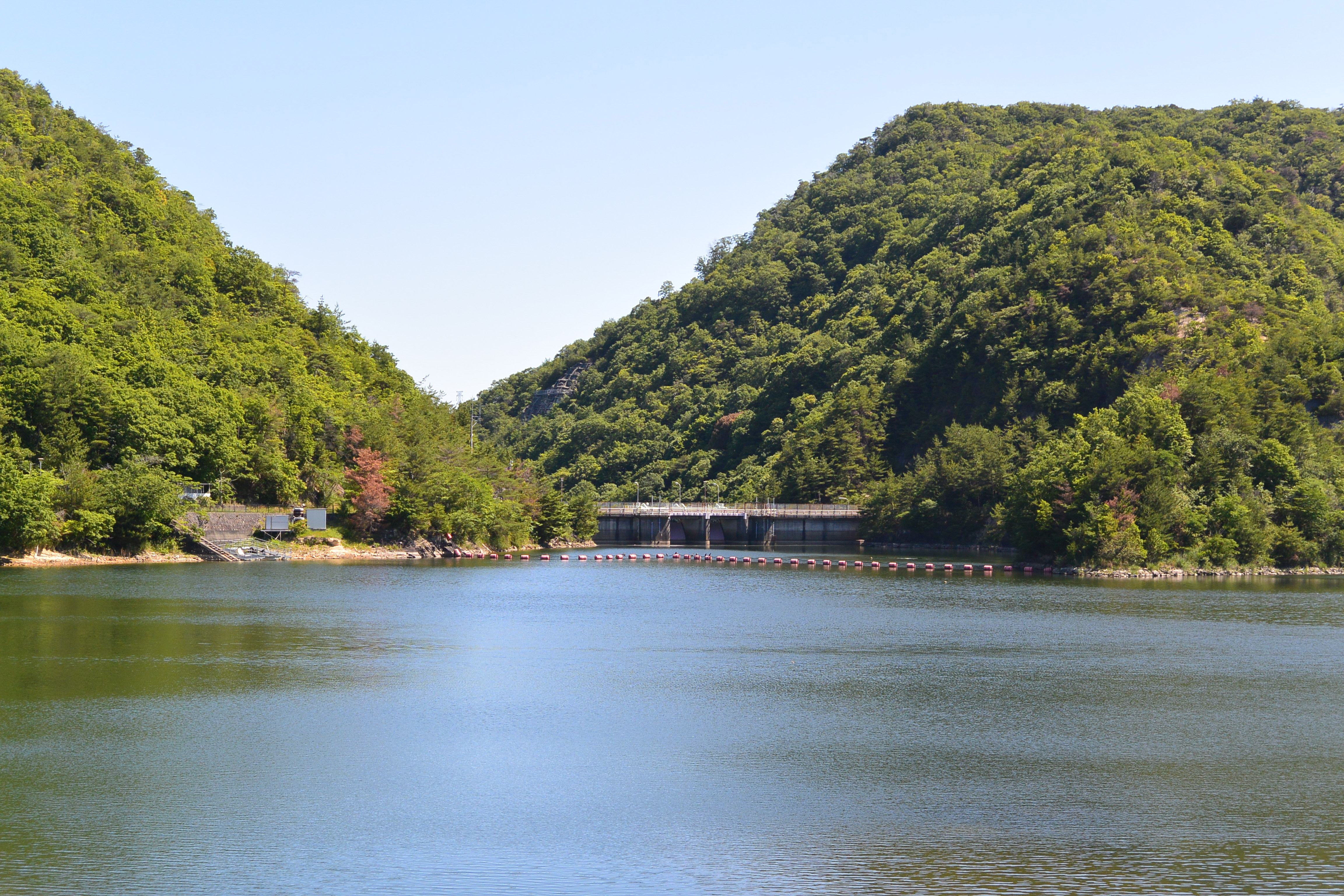
丸山ダム遠景、ダムの向かって左が丸山、右が畑山

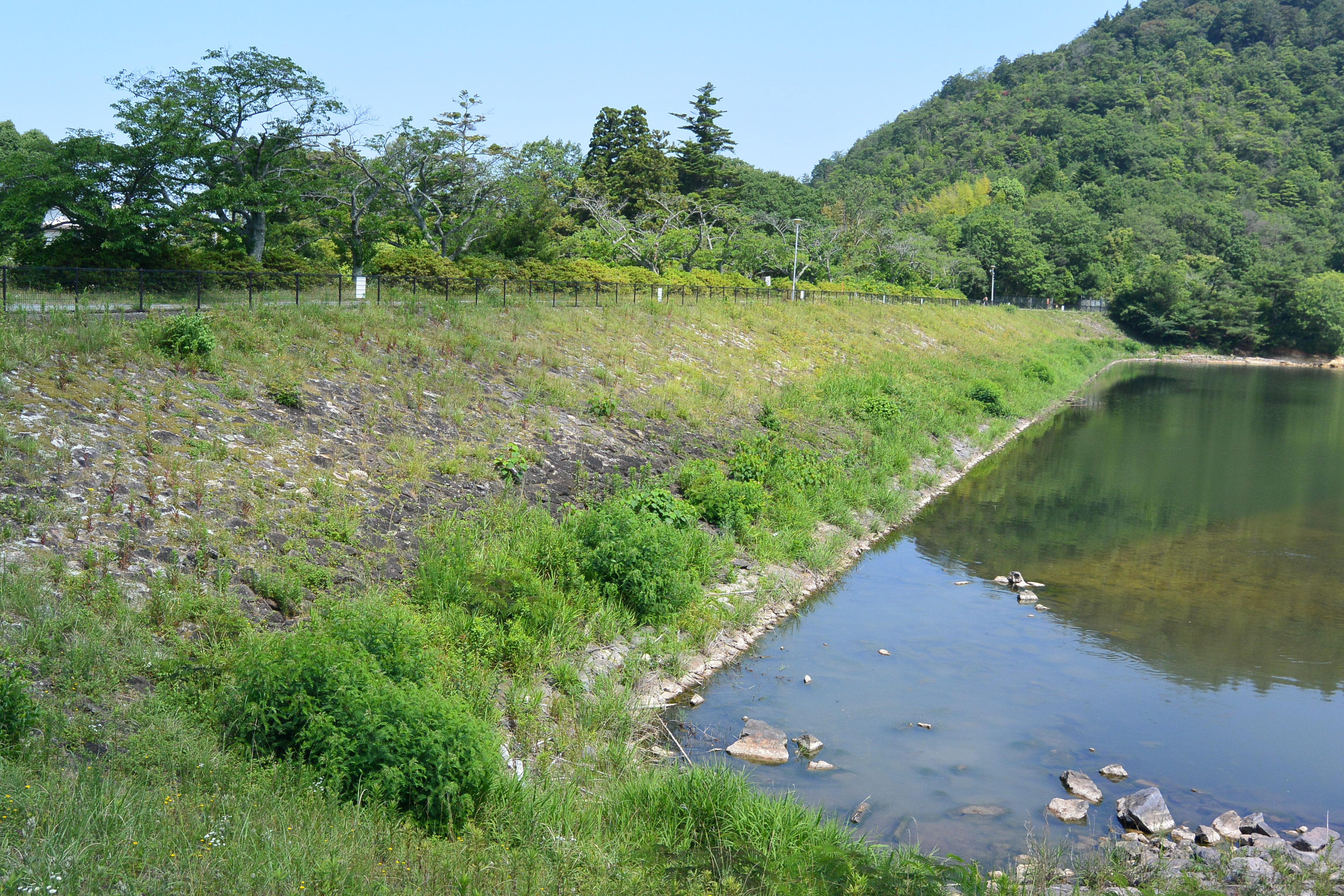
ダム湖の堰堤をなす丸山第2ダム、ダム下に金仙寺がある

上記のような背景もあって、水利組合との交渉は難航した。西宮市の資料では計画が正式にまとまる前の昭和39年ごろから関係水利組合との協議を開始したが、例えば宝塚市が昭和40年（1965年）10月27日に兵庫県に水利問題で陳情に行った際に「西宮から宝塚に話があってしかるべきなのに何の連絡もない、宝塚の水利組合に同意を求めるべきだ……」と県に指導を求めている。長い交渉の結果、農繁期・農閑期における下流への放水量を規定し、その放水量が正しく順守されていることを確認する施設を併設するという条件で下流の水利組合の同意を得た。最終の覚書が交わされたのは昭和48年（1973年）1月22日であった。

### ダムの建設
水利組合との交渉と並行して用地買収も行われ、昭和48年からまず進入道路の整備から着手した。貯水用のダムは丸山と畑山の間の谷を堰き止める第1ダムと、ダム上流左岸への浸水を防ぐ第2ダムの2基が建設された。第1ダムは上流側が垂直の直線重力式コンクリートダムで、基礎部分の岩盤の補強（コンソリデーショングラウト）と、止水性の改善工事（カーテングラウト）を行ったうえで、コンクリートを打設し、昭和50年（1975年）10月に工事を終了した。平行して建設された第2ダムは傾斜コア型ロックフィルダムで、基礎部分にコンソリデーショングラウトを実施した上で現場で採取した土石を用いて盛り立て、昭和50年5月に完成した。ダム本体の建造費は13億7000万円であった。ダム工事と並行して、ダム湖に水没する県道上山口船坂線の付け替え（ダム湖を横断する金仙寺橋の建設を含む）を行った。

### 丸山貯水池の完成
ダム本体の工事完成後ダム護岸や周辺道路の整備を行い、昭和52年（1977年）5月に完成検査を実施し、7月から貯水を開始した。満水となったのは、水没地内にあった工場が移転した後の昭和54年（1979年）4月であった。丸山貯水池はすぐ横にある「金仙寺」にちなんで金仙寺湖と命名された。金仙寺橋のたもとにある公園に「金仙寺湖」と書かれた記念碑がある。

## ダム完成後の状況

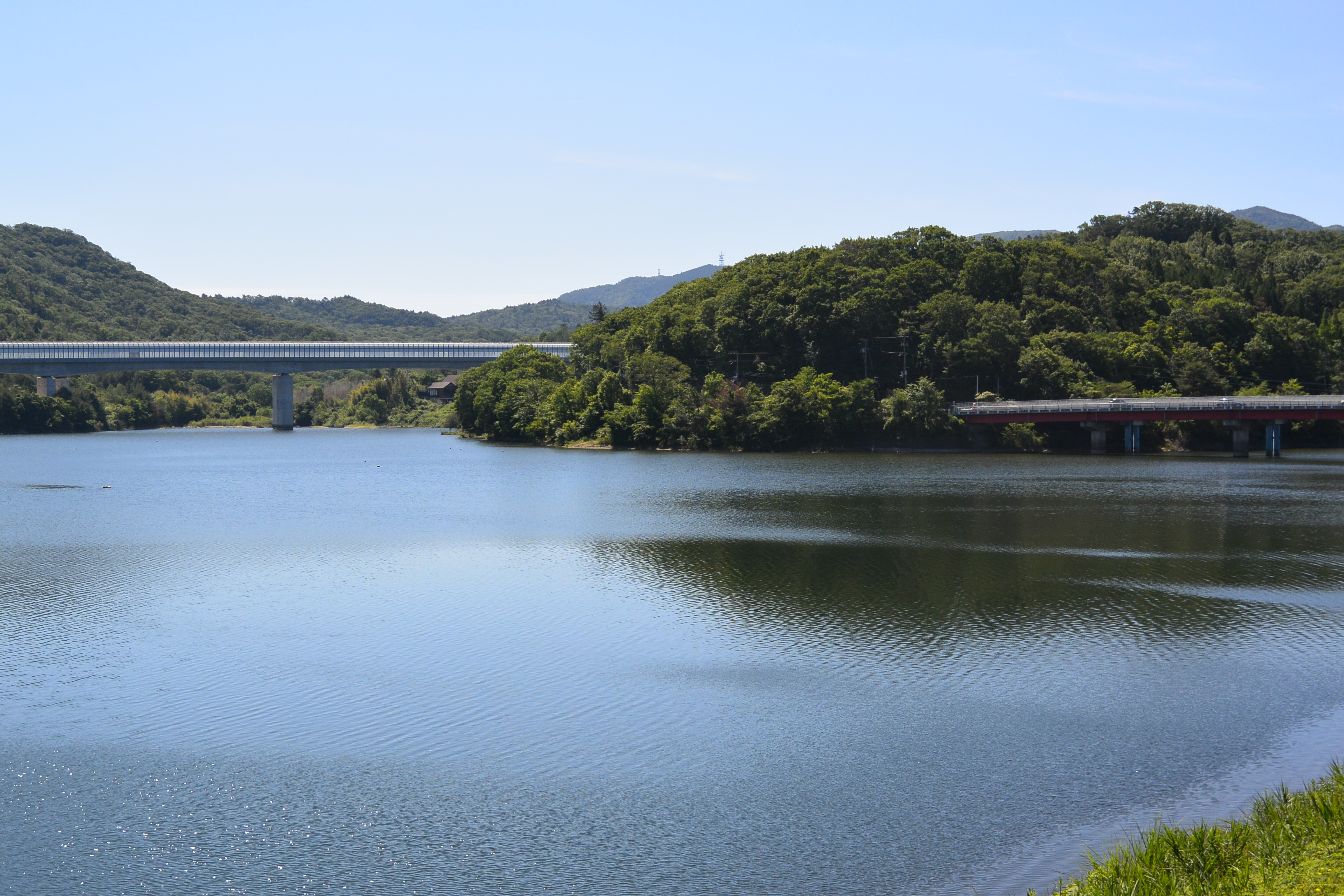
湖上の橋は向かって左が阪神高速道路、右が県道の金仙寺橋

貯水池の水はダムのすぐ下流に新設された丸山浄水場から市内に送られ、従来の簡易水道は順次廃止されていった。貯水池から最も遠い生瀬地区には昭和55年（1980年）1月に配水されるようになり、生瀬浄水場で行われていたフッ素除去装置の運転を休止した。これで西宮市の斑状歯問題は根本的に解決したが、同じ問題を抱えていた宝塚市は西宮市より少し早く昭和52年（1977年）に、市北部に川下川ダムを完成させて斑状歯問題を終結させている。
貯水池周辺には完成直後から市民や水道局が桜を植えて、西宮市の桜の名所として市民に親しまれている。貯水池を横断している阪神高速道路北神戸線は、橋全体をドーム状に囲って路面の排水が水源に流入しない構造になっている。
中国縦貫自動車道の西宮北インターチェンジは昭和50年（1975年）本格稼働した。新駅の西宮名塩駅を含む福知山線の複線電化工事は昭和61年（1986年）に三田駅まで開通した。西宮北部の人口は平成12年（2000年）で39,665人、平成30年（2018年）で43,614人と増え続け（データは西宮市の町別推計人口より）ダム計画時の4倍以上に達しており、丸山ダム建設の目的は達せられたと言える。しかし丸山ダムの計画時には1人1日当たりの最大使用量を360リットルと見積もっていたが、その後使用量は増えてゆき平成4年（1992年）の計画では1人1日あたりの最大使用料を640リットル、計画給水人口を55,000人、計画給水量1日最大35,200立方メートルと見積もった。同時に丸山貯水池の計画給水量を1日最大15,670立方メートルに見直し、不足する分を一庫ダムを水源とする兵庫県水道から供給を受けることとした。

## アクセス
第1ダム周辺は立入禁止だが、第2ダムの上が遊歩道として整備されており、休憩所もある。
自動車
阪神高速7号北神戸線の西宮山口南出入口から県道上山口船坂線で約5分。なお金仙寺湖を巡る道路は自動車進入禁止で駐車場もない。
電車・バス
宝塚駅、西宮名塩駅、岡場駅、有馬温泉より、阪急バスを利用し「金仙寺口」で下車、徒歩約1km。